# 馬其頓肥唇魚
馬其頓肥唇魚（學名：Pachychilon macedonicum）為輻鰭魚綱鯉形目雅羅魚科肥唇魚屬的一個種，分布於歐洲希臘和北馬其頓Gallikos至Pinios流域，本魚體呈橢圓形且側扁，從吻尖到尾鰭基部中部有寬闊的黑色縱紋，將銀色的腹部與深棕色的背部分開，尾基部有垂直拉長的黑色斑點，側線鱗片35-39枚，體長可達12公分，棲息在平原低地的沼澤、湖泊和溪流，生活習性不明。